# Argia popoluca
Argia popoluca är en trollsländeart som beskrevs av Philip Powell Calvert 1901. Argia popoluca ingår i släktet Argia och familjen dammflicksländor. IUCN kategoriserar arten globalt som livskraftig. Inga underarter finns listade i Catalogue of Life.